# Местре
Местре (итал. Mestre) је насеље у Италији у округу Венеција, региону Венето.
Према процени из 2011. у насељу је живело 147662 становника. Насеље се налази на надморској висини од 2 м.
Местре је са острвским делом Венеције повезано 3,65 km дугим железничким мостом из 1846. године, уз који је 1932. подигнут мост Литорио, после Другог светског рата преименован у Мост слободе - Ponte della Libertà.
Интересантно је напоменути да је Местре највеће насеље у Италији који нема статус засебног града, односно комуне.

## Историја
Легенда каже да је Местре основао итал. Mesteles, пријатељ античког јунака Антенора који је након бекства из Троје основао Падову. Историјске чињенице о настанку града Местре нису познате, али се зна да је на његовом месту раније постојало римско утврђење које је уништио Атила и које је вероватно обновљено у Х веку.
Местре се по први пут помиње у повељи којом је цар Светог римског царства Отон III даровао бискупу Тревиза поседе у области по имену Местре. Папском булом Евгенија III из 1152. године, бискуп Тревиза признат је као номинални господар Местреа, у чијем саставу се наводе црква св. Лаврентија Римског, дворац и лука. Бискупска канцеларија је 1257. године Местре уступила Алберику да Роману.
Лука Местре је имала доста користи од економског развоја Венеције, будући да је представљала њену главну спону са италијанским копном. Године 1274. дворац је страдао у пожару, па се становништво иселило у итал. Castestelnuovo (Нови дворац). Од Старог дворца данас нису остали никакви трагови.
Владарска породица Скалиери из Вероне покорила је градове Местре и Тревизо 1323. године, а Млеци (Венецијанци) су их заузели 29. септембра 1337, страјухући од превеликог утицаја Вероне на италијанском копну. У то време је изграђен канал ради лакшег превоза робе са копна.
Период превласти Венеције завршио се укидањем Млетачке републике од стране Наполеона 1797. године, Кампоформијским миром. Након тога је Местре, у складу са тековинама француске револуције, 1808. године конституисано као слободна комуна која је тај статус сачувала током аустријске и италијанске владавине. Местре је добило статус града 1923. године, али је три године касније краљевским указом припојено комуни Венеција, заједно са суседним насељима Кирињаном, Зеларином и Фаваро Венетом.
Током шездесетих и седамдесетих година прошлог века број становништва насеља Местре се значајно повећао, махом услед изградње великих индустријских погона у оближњим насељима.

## Градске знаменитости
- Катедрала св. Лоренца (XII век)
- Palazzo da Re
- Torre dell'Orologio (Торањ са сатом, 1108. година)
- Palazzo podestarile
- Provvedaria
- Мала ботаничка башта Orto Botanico Locatelli